# ハインツ・ヨスト

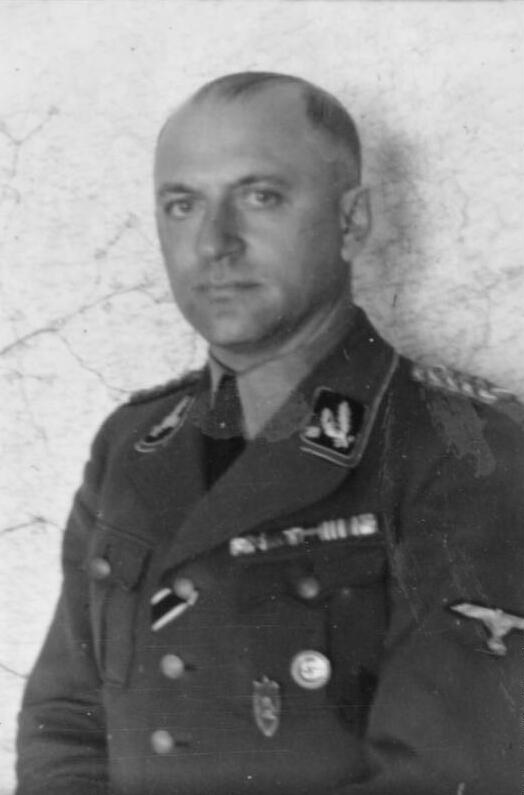
ハインツ・ヨスト（1941年または1942年）

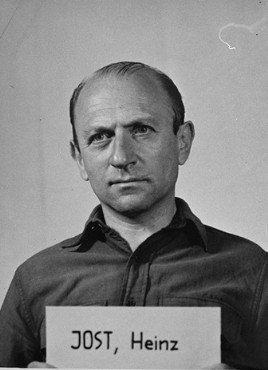
逮捕後のヨスト

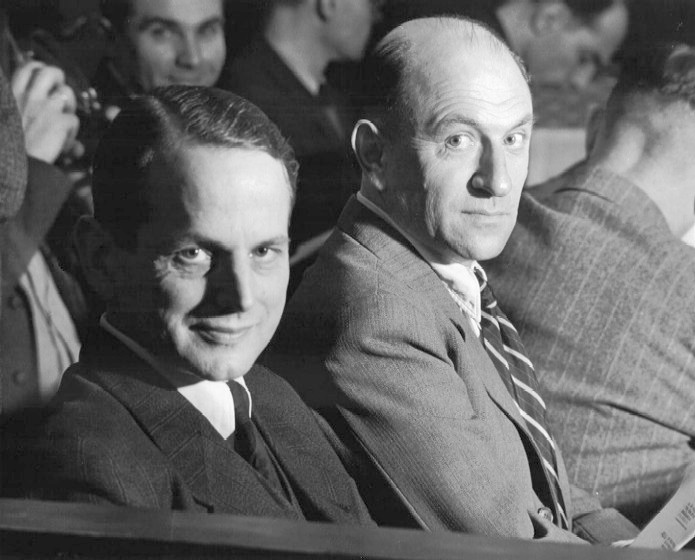
オットー・オーレンドルフ（手前）とヨスト（奥）。1948年2月9日、ニュルンベルクでのアインザッツグルッペン裁判で

ハインツ・ヨスト（Heinz Jost, 1904年7月9日 - 1964年11月12日）は、ナチス・ドイツ親衛隊 (SS) の情報部 SD の高官。戦時中にはアインザッツグルッペンの指揮官をしていた。最終階級は親衛隊少将および警察少将 (Generalmajor der Polizei)。

## 経歴
ヘッセン北部ホムベルク (エフツェ) に薬剤師の息子として出生。ベンスハイムのギムナジウムへ通い、1923年にアビトゥーアに合格したあと、ミュンヘン大学、ギーセン大学で法律を学び法学博士号を得た。1927年5月に弁護士試験に合格。1928年2月（もしくは1927年末）には国民社会主義ドイツ労働者党（ナチ党）へ入党。党員番号は75,946であった。1930年からはヘッセンで弁護士として独立開業した。党内においては党地区指導者、管区宣伝部長を歴任し、1931年にはナチ党の突撃隊隊員となった。
法学学位があったことから、ナチ党の政権掌握後に全国的に開始された均質化による全国組織への党側からの浸透策である警察監督官に抜擢され、1933年3月にはヴォルムスの警察監督官に任じられ、ついで10月にはギーセンの警察監督官に転じた。ヘッセン州知事となったヴェルナー・ベストにこの頃より目をかけられるようになった。1934年6月にラインハルト・ハイドリヒから SD 入りをすすめられ、突撃隊から親衛隊へと転籍（隊員番号36,243）してIII局（国外諜報部門）の局長に任じられた。1938年にはチェコスロバキアで最初に組織された特別行動部隊「アインザッツグルッペン・ドレスデン」の指揮官となった。1939年4月20日に親衛隊少将に昇進し、8月にはグライヴィッツ放送局占拠事件の際にはポーランド軍服を調達する役割を果たした。
1939年9月にハイドリヒが国家保安本部を立ちあげると第VI局（SD国外諜報）局長となり、1941年1月1日からは警察少将も兼任した。1942年3月23日に東部戦線のアインザッツグルッペンA隊司令官フランツ・ヴァルター・シュターレッカーがパルチザンに殺害されると、これに代わってアインザッツグルッペンA隊司令官に任じられ、東部戦線へ赴きユダヤ人の銃殺を指揮した。さらにリガで東国の保安警察及びSD司令官となった。第VI局局長の地位は1942年6月まで留任したが、ハイドリヒが暗殺された後に解任され、局長代理としてヴァルター・シェレンベルクが任じられた。さらに9月2日にはアインザッツグルッペンA隊司令官からも解任され、国家保安本部には残留したものも役職はなく中央から完全に外され、A軍集団付東部占領地区大臣代理としてニコライエフに左遷された。1943年からは武装親衛隊軍曹として東プロイセンのラステンブルクに駐屯する対戦車猟兵予備訓練部隊に転属した。1945年1月にはハインリヒ・ヒムラーの決定でヨストは親衛隊から除かれ、年金も剥奪された。
1945年4月にアメリカ軍に逮捕され、1948年には他のアインザッツグルッペン指揮官たちとともにニュルンベルク継続裁判のひとつ「アインザッツグルッペン裁判」にかけられた。ここで終身刑を宣告されたが、1951年には仮釈放された。その後は土地管理人をして生計を立て、1964年にベンスハイムで死去した。

## キャリア

### 階級
- 1934年7月28日 親衛隊少佐 (SS-Sturmbannführer)
- 1935年4月20日 親衛隊中佐 (SS-Obersturmbannführer)
- 1936年4月20日 親衛隊大佐 (SS-Standartenführer)
- 1937年4月20日 親衛隊上級大佐 (SS-Oberführer)
- 1939年4月20日 親衛隊少将及び警察少将 (SS-Brigadeführer und Generalmajor der Polizei)

### 受章歴
- 黄金ナチ党員バッジ
- 勤続章 (Dienstauszeichnung)
  - ナチ党勤続章
    - 銀章

  - 親衛隊勤続章
- 親衛隊全国指導者名誉長剣
- 親衛隊名誉リング

## 文献
- Heinz Höhne: Der Orden unter dem Totenkopf. München, Goldmann, 1967. ISBN 3572013429
- Helmut Krausnick / Hans-Heinrich Wilhelm: Die Truppe des Weltanschauungskrieges. Stuttgart, DVA, 1981. ISBN 3421019878
- Michael Wildt: Generation der Unbedingten – Das Führungskorps des Reichssicherheitshauptamtes. Hamburg, Hamburger Edition, 2003. ISBN 3930908751
- 山下英一郎『制服の帝国 ナチスの群像 上巻』ホビージャパン、2011年。ISBN 978-4798602035。

 ウィキメディア・コモンズには、ハインツ・ヨストに関するカテゴリがあります。